# أحمد خضير
أحمد خضير (مواليد 1975) هو مدرب كرة قدم عراقي، ولاعب سابق، لعب بمركز مهاجم. ولقّبته الجماهير العراقية باسم بأحمد باجيو.